# Peter Bartl
Peter Bartl, född 1938 i Cottbus i Brandenburg i Tyskland, död 29 mars 2022 i Pullach, var en tysk forskare, historiker och specialist i albansk historia.
Peter Bartl studerade vid universiteten i Göttingen och München; professor vid sistnämnda där han också är ordförande för Albanien-Institut. Några av hans främsta verk är Die albanischen Muslime zur Zeit der nationalen Unabhängigkeitsbewegung 1878-1912 (1968); Der Westbalkan zwischen spanischer Monarchie und osmanischem Reich: zur Türkenkriegsproblematik an der Wende vom 16. zum 17 (1974); Quellen und Materialien zur albanischen Geschichte im 17. und 18. Jahrhundert (1975/1979); Grundzüge der jugoslawischen Geschichte (1985); Albanien: Vom Mittelalter bis zur Gegenwart (1995); Albania Sacra: Geistliche Visitationsberichte Aus Albanien, 1 (2007).

### Fotnoter
1. ↑  Deutsche Biographie, Bayerische Staatsbibliothek och Historische Kommission bei der Bayerischen Akademie der Wissenschaften, Deutsche Biographie-ID: 133417492, läst: 18 maj 2019.[källa från Wikidata]
2. ↑  ”Peter Bartl”. trauer.sueddeutsche.de. 2 april 2022. https://trauer.sueddeutsche.de/traueranzeige/peter-bartl. Läst 26 februari 2024.